# Asociación Guillaume Budé
La Association Guillaume Budé es una asociación francesa (société savante) declarada de interés público que tiene por objetivo la difusión de las humanidades. Fue bautizada en homenaje al humanista del siglo XVI Guillaume Budé. 

## Historia
Fundada en 1917 por cuatro reconocidos filólogos franceses, Maurici Croiset, Paul Mazon y Alfred Ernout, la asociación tiene como objetivo principal la edición crítica de autores griegos y latinos.  En 1919 empezó a publicar la « colection des universités de France » (CUF), cuyos volúmenes son conocidos familiarmente como « colección Budé ». A continuación creó una editorial, llamada Les Belles Lettres. Pronto su actividad sobrepasa el mundo greco-latino para interesarse por la literatura romana de Oriente y por los autores medievales de lengua latina. En 1923 se añade a sus actividades la publicación de un boletín trimestral.
El alma incansable de esta ambiciosa empresa fue el helenista Paul Mazon, quien acumuló hasta 1939 las funciones de secretario general de la Asociación, director de la Colección de las Universidades de Francia y de presidente del Consejo de Administración de Les Belles Lettres . Sobre la cubierta de los volúmenes de la serie latina figura la loba romana de los Museos Capitolinos, mientras que en la de los volúmenes de la serie griega figura la lechuza de Atenea  La colección tiene como propósito editar todos los textos griegos y latinos hasta mediados del siglo VI, con una traducción francesa inédita, una introducción, las notas esclarecedoras y un aparato crítico.
La asociación es miembro fundador de la Federación internacional de las asociaciones de estudios clásicos (1948).